# 2002年北臺灣旱災缺水危機
2002年北臺灣旱災缺水危機發生於2002年1月迄至同年7月。該缺水危機近因為2001年北臺灣降雨量過於集中，臺北市政府在當時採取大量放水，但未料自該年年末至隔年（2002年）上半年雨量匱乏，加上臺灣工業需水量驟增，致使該旱災為1980年、1995年以來最嚴重者。
該危機使大臺北地區採取嚴格的分區輪流停水之限設施，造成當地民眾生活不便與因水質不佳而產生的疾病。該危機也曝露仰賴翡翠水庫、石門水庫水位的臺北無法面臨該水庫枯竭的狀況。另外，新竹科學工業園區水源不足、桃竹苗18000公頃農田休耕狀況也引發社會檢討聲浪。
該次危機發生後，臺北面對建水庫儲水也無法解決水愈來愈少的事實，自此相關單位開始重視如何節水，並認為該節水措施方是面臨缺水旱災的正當作法。

## 参看
- 水危機
- 2001年中度颱風納莉：造成2001年北臺灣降雨量過於集中的元兇，間接導致此次缺水危機發生。
- 2002年中度颱風雷馬遜、2002年輕度颱風娜克莉：解決此次缺水危機的颱風。
- 2015年臺灣旱災缺水危機